# Stw 573 (Kisláb)
Az Stw 573 katalógusszámú lelet, amelyet általában Kisláb néven ismernek négy darab lábfejcsontból (boka- és lábközépcsontokból) áll. Ezek az ugrócsont (talus), sajkacsont (os naviculare), középső ékcsont (medial cuneiform) és az első lábközépcsont (metatarsal). A csontokat eredetileg a dél-afrikai Sterkfontein-barlangban találta Ronald J. Clarke 1994-ben, de összeállítására csak később, a múzeumban került sor. 1997-ben az esetleges további maradványok felkutatására újabb expedíciót indítottak és Clarke, Stephen Motsumi, Nkwane Molefe és Silberberg Grotto a csodával határos módon a Kislábhoz tartozó további csontleleteket találtak, köztük a sípcsont töredékeit, egyéb végtagcsontokat és egy teljes koponyát.
A továbbiakban újabb sikeres ásatások következtek, egy majdnem teljes csontvázra való csontanyagot összegyűjtöttek, az alkar- és felkarcsont, a kéz, a medence, bordák, csigolyák előkerültek. Jelenleg Kisláb csontváza teljesebb, mint a híres AL 288-1, amelyet általában Lucy néven ismerünk. 1998-ban még csak annyi volt bizonyos, hogy Kisláb az Australopithecusok közé tartozott, mára már csaknem teljes bizonyossággal az Australopithecus afarensis fajba sorolható.
Kisláb kormeghatározása nehéz, mint általában a barlangi leleteké. A barlangi üledékek általában nem alkalmasak rétegtani kormeghatározásra, nincsenek benne radiometrikus datálásra vagy paleomágneses módszerhez alkalmas kőzetek. A datálások jelenleg 3,3 és 2,2 millió éves időszakok közti értéket adnak, ami a pliocén második felét jelenti.

## Külső hivatkozások
- TalkOrigins Kisláb

## Fordítás
- Ez a szócikk részben vagy egészben  a   Little Foot című angol Wikipédia-szócikk fordításán alapul.  Az eredeti cikk szerkesztőit annak laptörténete sorolja fel. Ez a jelzés csupán a megfogalmazás eredetét és a szerzői jogokat jelzi, nem szolgál a cikkben szereplő információk forrásmegjelöléseként.